# Ambassade de France au Nicaragua
L'ambassade de France au Nicaragua est la représentation diplomatique de la République française auprès de la république du Nicaragua. Elle est située à Managua, la capitale du pays, et son ambassadrice est, depuis 2023, Sonia Doña Pérez.

## Ambassade
L'ambassade est située à Managua. Elle accueille aussi une section consulaire.

## Ambassadeurs de France au Nicaragua
| De   | À    | Ambassadeur             |
| ---- | ---- | ----------------------- |
| 1944 | 1947 | Gilbert Médioni         |
| 1947 | 1950 | Marc Millon de Peillon, |
| 1950 | 1951 | Jacques Coiffard,       |
| 1951 | 1953 | René Kolb-Bernard       |
| 1953 | 1968 | Raymond Pons            |
| 1968 | 1971 | Henri Ruffin            |
| 1971 | 1974 | Jean Lambotte           |
| 1974 | 1977 | Paul Rouhier            |
| 1977 | 1979 | Abdelmejid Kebaili      |
| 1979 | 1981 | Paul Faure              |
| 1981 | 1984 | René Ala                |
| 1984 | 1986 | Jane Debenest           |
| 1986 | 1991 | Joseph Rapin            |
| 1991 | 1993 | Richard Narich          |
| 1993 | 1997 | Georges Vaugier         |
| 1997 | 2000 | Sylvie Alvarez          |
| 2000 | 2004 | Michel Vandepoorter     |
| 2004 | 2007 | Jean-Pierre Lafosse     |
| 2007 | 2011 | Thierry Frayssé         |
| 2011 | 2015 | Antoine Joly            |
| 2015 | 2016 | Frédéric Basaguren      |
| 2016 | 2020 | Philippe Letrilliart    |
| 2020 | 2023 | Brieuc Pont             |
| 2023 | auj. | Sonia Doña Pérez        |

## Relations diplomatiques
De 1945 à 1951, la France désignait des ambassadeurs en Centre-Amérique, qui couvraient les républiques du Costa Rica, du Guatemala, du Honduras, du Nicaragua et du Salvador. À partir de 1951, chacun de ces pays a accrédité un ambassadeur distinct, représentant de la France.

## Consulat

### Communauté française
Au 31 décembre 2016, 787 Français sont inscrits sur le registre consulaire au Nicaragua.
| 2001 | 2002 | 2003 | 2004 |
| ---- | ---- | ---- | ---- |
| 404  | 422  | 445  | 478  |

| 2005 | 2006 | 2007 | 2008 |
| ---- | ---- | ---- | ---- |
| 512  | 579  | 556  | 579  |

| 2009 | 2010 | 2011 | 2012 |
| ---- | ---- | ---- | ---- |
| 574  | 628  | 660  | 645  |

| 2013 | 2014 | 2015 | 2016 |
| ---- | ---- | ---- | ---- |
| 687  | 707  | 749  | 787  |

### Circonscriptions électorales
Depuis la loi du 22 juillet 2013 réformant la représentation des Français établis hors de France avec la mise en place de conseils consulaires au sein des missions diplomatiques, les ressortissants français d'une circonscription recouvrant le Costa Rica, le Honduras et le Nicaragua élisent pour six ans trois conseillers consulaires. Ces derniers ont trois rôles : 
1. ils sont des élus de proximité pour les Français de l'étranger ;
2. ils appartiennent à l'une des quinze circonscriptions qui élisent en leur sein les membres de l'Assemblée des Français de l'étranger ;
3. ils intègrent le collège électoral qui élit les sénateurs représentant les Français établis hors de France.

Pour l'élection à l'Assemblée des Français de l'étranger, le Nicaragua appartenait jusqu'en 2014 à la circonscription électorale de Mexico, comprenant aussi le Belize, le Costa Rica, le Guatemala, le Honduras, le Mexique, le Panama et le Salvador et pourvoyant trois sièges. Le Nicaragua appartient désormais à la circonscription électorale « Amérique Latine et Caraïbes » dont le chef-lieu est São Paulo et qui désigne sept de ses 49 conseillers consulaires pour siéger parmi les 90 membres de l'Assemblée des Français de l'étranger.
Pour l'élection des députés des Français de l’étranger, le Nicaragua dépend de la 2e circonscription.